# Anastasia Lin
Anastasia Lin (en chino: 林耶凡, 1 de enero de 1990) es una modelo, actriz, activista y reina de belleza canadiense, nacida en China. 
Lin emigró de China a Canadá en 2003. Estudió relaciones internacionales en la Universidad de Toronto, habla fluido tanto mandarín como inglés. Pertenece a Falun Gong, un conjunto de prácticas espirituales que combinan la meditación con ejercicios de qigong y enseñanzas éticas. 
Ganadora del concurso Miss Canadá en 2015. China le niega la entrada para poder participar del concurso Miss Mundo 2015, por pertenecer a Falun Gong prohibido en dicho país.

## Filmografía
- 2011, 	Destined  ...Qianqian Cui
- 2011, 	Beyond Destiny ...Lily
- 2012, 	Piano Teacher...Zi Xi
- 2014, 	The Bleeding Edge 	...Jing
- 2014, 	Red Lotus  ...Lian
- 2016, 	The Bleeding Edge  ...Jing
- 2017, 	Rising Suns Webisodes  ...Junior Officer Wu (TV Mini-Series)
- 2020, 	Rising Suns  ...Jr Officer Wu (TV Mini-Series)